# 李忠 (洪武進士)
李忠（？—？），雲南昆明人，明朝政治人物、進士。
洪武二十七年（1394年），李忠中式甲戌科三甲第四十八名進士。官至鳳陽縣知縣。